# Test Drive 2001
Test Drive 2001 es un videojuego de carreras desarrollado por el estudio estadounidense Xantera y publicado por Infogrames exclusivamente para Game Boy Color. El juego es más o menos una secuela de la versión de Game Boy Color de Test Drive 6. Es el último juego de la serie lanzado para Game Boy Color.

## Jugabilidad
Test Drive 2001 es un juego de carreras de arcade con perspectiva isométrica. La jugabilidad prácticamente no es diferente a las entregas anteriores de la serie. El jugador puede elegir entre 11 coches de fabricantes famosos del mundo: Lotus Elise, Ford Mustang LX 5.0, Dodge Charger, Ford Mustang GT 98, Plymouth Hemi Cuda, Jaguar XK-R, Panoz, Lotus Esprit, Saleen S351, Dodge Viper y Ford GT40. Hay otros dos coches premiados: Shelby Cobra y Jaguar XJ220. Para ganar dinero para autos nuevos y sus tuneos, debes ganar premios en las carreras. El jugador también puede elegir entre 48 carreras y 12 pistas basadas en ciudades y países de la vida real: Washington, París, Hollywood, Italia, Nueva Orleans , Sídney, Alemania, Vermont, Las Vegas, Redwood, Grecia y China. En cada una de las pistas, son posibles carreras en sentido horario y antihorario. Durante las carreras, hay una flecha en la esquina superior izquierda de la pantalla, que indica la dirección del siguiente giro. Además, puede haber barricadas, rampas, tráfico de vehículos y policía que imponen el orden deteniendo a los pasajeros. En el menú del juego, puedes elegir una de las cuatro melodías y ver los registros.
Hay tres modos en el juego: "Carrera única", "Torneo" y "Persecución policial". En el primer modo, el jugador puede elegir un automóvil y una pista, participando en una carrera contra cuatro oponentes. En el modo "Torneo", el jugador tendrá que pasar por una serie de competiciones. En el torneo, también puedes ganar nuevas piezas de tuning, así como pistas abiertas. En el modo "Police Pursuit", puedes jugar como la policía. Hay cuatro autos para elegir: Ford Mustang GT 85, Dodge Viper, Plymouth Hemi Cuda y Jaguar XK-R. El jugador debe encender la sirena y detener a tres infractores. Cuanto más frene el jugador a los infractores, más dinero recibirá. Además, el juego tiene un modo para dos jugadores, que requiere conectar dos sistemas Game Boy Color mediante un cable especial. Test Drive 2001 tiene un sistema de progreso de Guardar que utiliza un cartucho.

## Desarrollo y lanzamiento
Test Drive 2001 estaba destinado a ser una secuela de Test Drive 6 para la consola de juegos portátil Game Boy Color. El estudio Xantera fue responsable del desarrollo de la nueva parte, que anteriormente también creó varios juegos de la serie para Game Boy Color, incluido Test Drive 6. El proyecto repite en gran medida las principales características de su predecesor, pero existen algunas diferencias. El menú del juego se ha rediseñado para que parezca más futurista. Gráficos más coloridos y estilo visual. Las pistas del juego se basan en ubicaciones reales de todo el mundo, pero su similitud con las contrapartes de la vida real y los detalles se han vuelto menores que en partes anteriores, en particular debido a las limitaciones técnicas de Game Boy Color. Como en Test Drive 6 en un sistema portátil, Test Drive 2001 usó los gráficos con vista isométrica. La mayoría de los coches del juego proceden de Test Drive 5 y Test Drive 6, pero no puedes personalizar su color, y algunos coches tienen colores diferentes en el menú y en las carreras.
Test Drive 2001 fue lanzado el 5 de diciembre de 2000. A diferencia de la mayoría de las entregas anteriores de la serie, el juego se distribuyó solo en Norteamérica, como otro proyecto de carreras anterior de la franquicia, lanzado a principios de agosto del mismo año un spin-off llamado Test Drive Cycles.

## Recepción
Test Drive 2001 recibió críticas mixtas de los críticos. A muchos representantes no les gustaron los gráficos y la baja velocidad. Sin embargo, recibió elogios por la competencia de carreras y la jugabilidad mejorada en comparación con las entregas anteriores de la franquicia.
El juego fue calificado como el más alto por el columnista Michael Wolf de DailyRadar, con un 7.5 de 10 posibles. El crítico comentó que "[el juego] ciertamente ha mejorado con respecto a las encarnaciones anteriores en el GBC, y no es un mal juego, pero está lejos de ser el mejor sueño de un fanático de las carreras". Wolf atribuyó la jugabilidad y los torneos de carreras a los méritos, pero calificó los problemas gráficos y la velocidad lenta como las principales desventajas. Kreig Harris de IGN le dio al juego 6 de 10, mientras dijo que muchos de los problemas que estaban presentes en juegos anteriores de la serie se han resuelto, y notó la animación "suave", generalmente llamándolo "Test Drive 2001" con una calidad superior a la media.
Algunos críticos dejaron críticas negativas sobre el juego. Por ejemplo, el crítico Sean Nichols de AllGame le dio a Test Drive 2001 2.5 de 5 estrellas, dijo que no se destaca de ninguna manera en comparación con otros juegos de carreras y criticó los gráficos "granulosos" y el ángulo de cámara incómoda, pero alabando los distintos modos. El columnista del sitio francés Pockett Videogames le dio a la sala de juegos 2 estrellas de 5. A los críticos no les gustaron los gráficos "increíblemente lentos" scrolling y "muy promedio", así como los controles inconvenientes, y su única ventaja eran las licencias para automóviles como Ford Mustang y Dodge Viper. Como resultado, el representante señaló: "Un año después, casi un día después del lanzamiento de Test Drive 6, Infogrames regresó con esta secuela, pero no trajo nada nuevo que fuera necesario".